# Graham Colton

## Biografía
Graham Patrick Colton nació el 6 de noviembre de 1981. Se graduó en la secundaria "Heritage Hall School" en Oklahoma, después de dejar su pueblo natal de Oklahoma City para ir a la Southern Methodist University, Colton empezó a escribir y a interpretar canciones, en los alrededores y dentros de los centros de pubs y cafeterías. Fue ahí cuando el destino y el Internet llevaron a Graham y a su música a nuevas alturas. "Yo regresaba a mi dormitorio en la Universidad y tenía e-mails de chicos alrededor del país preguntando donde comprar el disco", dice Colton. Rápidamente Colton empezó a grabar canciones con un presupuesto muy limitado para su pronto creciente base de fanes y admiradores distantes. El demo titulado homónicamente, se volvió un favorito local y empezó a expandirse fuera de la escena musical de Texas. No paso mucho hasta que el disco cayó en manos de Adam Duritz (Counting Crows) quien rápidamente le preguntó a Graham, para que fueran sus teloneros en su tour de Otoño del 2002. La gira que duró un mes puso a Graham y su recién formada banda (Graham Colton Band) en frente de escenarios con audiencias totalmente vendidas y frente a fanes, ellos no sabían que tenían. Después de la gira de Otoño con Counting Crows y con un contrato firmado con Strummer Recordings/ Universal, fechas con John Mayer, Maroon 5, Train, Dave Matthews Band, Guster, y Kelly Clarkson siguieron provando al cantante y a su banda, la Habilidad de conectarse con todo tipo de audiencias.

## Discografía
Actualmente Graham Colton, cuenta ya con 4 discos publicados en solitario y un sencillo llamado 'We are one' :

### Here Right Now(2007)
1. Telescope
2. You Find A Way
3. Best Days
4. Forget About You
5. On Your Side
6. Cellophane Girl
7. Always In Love
8. If Love Was Enough
9. Whatever Breaks My Hearth
10. Take You Back
11. New Years Resolution
12. Let It Go

### Twenty Something(2011)
1. Twenty Something (acústica)
2. Love Comes Back around (acústica)
3. Helen (acústica)
4. There Comes a Time (acústica)
5. Right Behind You (acústica)
6. Star Somewhere (acústica)

### Pacific Coast Eyes(2011)
1. Love Comes Back Around
2. Waiting for Love
3. Pacific Coast Eyes
4. 1981
5. Graceland
6. Twenty Something
7. Everything You Are
8. There Comes a Time
9. You're On Your Way
10. Suitcase
11. Our Story
12. A Day Too Late
13. With You (Bonus Track)
14. Marilyn Monroe (Bonus Track)

### Pacific Coast Eyes Vol. 2(2011)
1. Pacific Coast Eyes (Blackwatch Sessions)
2. Everything You Are (Blackwatch Sessions)
3. 1981 (Blackwatch Sessions)
4. Wide Open Inside
5. Hold Onto My Heart
6. My Resignation
7. Love Comes Back Around
8. Waiting for Love
9. Pacific Coast Eyes
10. Graham Colton
11. 1981
12. Graceland
13. Twenty Something
14. Everything You Are
15. There Comes a Time
16. You're On Your Way
17. Suitcase
18. Our Story
19. A Day Too Late

### Single: We Are One(2012)
1. We Are One